# BFF Berufsverband Freie Fotografen und Filmgestalter
Der BFF Berufsverband Freie Fotografen und Filmgestalter e. V. (vormals Bund Freischaffender Foto-Designer (BFF), vormals Bund Freischaffender Fotografen (BFF)) ist ein Berufsverband in der Rechtsform eines eingetragenen Vereins für professionelle Fotografen in Deutschland mit Sitz in Stuttgart. Er wurde am 18. Januar 1969 auf Initiative des Modefotografen Walter E. Lautenbacher gegründet.

## Ziele
Der Verband versteht sich als  Berufsverband kommerzieller Fotografen mit künstlerischem Anspruch. Dafür sollen die  Gründungs- und Ehrenmitglieder – darunter  Fotografen wie F. C. Gundlach, Peter Lindbergh, Walter Schels, Herlinde Koelbl oder Oliviero Toscani – bürgen. Derzeit bestimmen rund 530 Fotografen aus den Bereichen Werbung und Editorial sowie Filmgestalter und Hochschullehrer für Fotografie und Design die Ausrichtung des Verbandes.

## Aufgaben
Der Verein hat laut Satzung die Aufgabe, die gemeinsamen beruflichen Interessen der freiberuflichen Fotografen und Filmgestalter wahrzunehmen und zu vertreten. Zweck des Vereins ist insbesondere die Wahrung und Förderung der Arbeits- und Wirtschaftsbedingungen der Vereinsmitglieder.
Darüber hinaus wird das Networking unter den Mitgliedern gefördert. Gemeinsame Ausstellungen, Aktionen, Präsentationen in Online- und Printmedien des Verbandes sollen den Fotografen eine hohe Aufmerksamkeit ihrer Arbeit bei Fachöffentlichkeit und Presse bieten. Unter dem Titel „50 Jahre BFF – Fotografie im Wandel“ organisierte der Verband zu seinem 50-jährigen Bestehen eine Ausstellungsserie in Stuttgart (6.–22. Juni) und Berlin (8.–18. August) sowie in Hamburg (20.–29. September).

## Aufnahme
Ein Beitritt erfordert das positive Urteil einer zehnköpfigen Jury, die aus BFF-Mitgliedern besteht. Dies hat zum Ziel, den hohen Anspruch des Verbandes an die visuelle Qualität der Fotografie und dem Film zu sichern. Ein weiteres wichtige Ziel ist es, durch die Aufnahme der Fotografen und Filmgestalter beim BFF den Nachweis des erforderlichen „künstlerischen Anspruchs“ zu erbringen, um die BFF-Mitglieder steuerrechtlich von den Finanzämtern als Freiberufler zu akzeptieren.

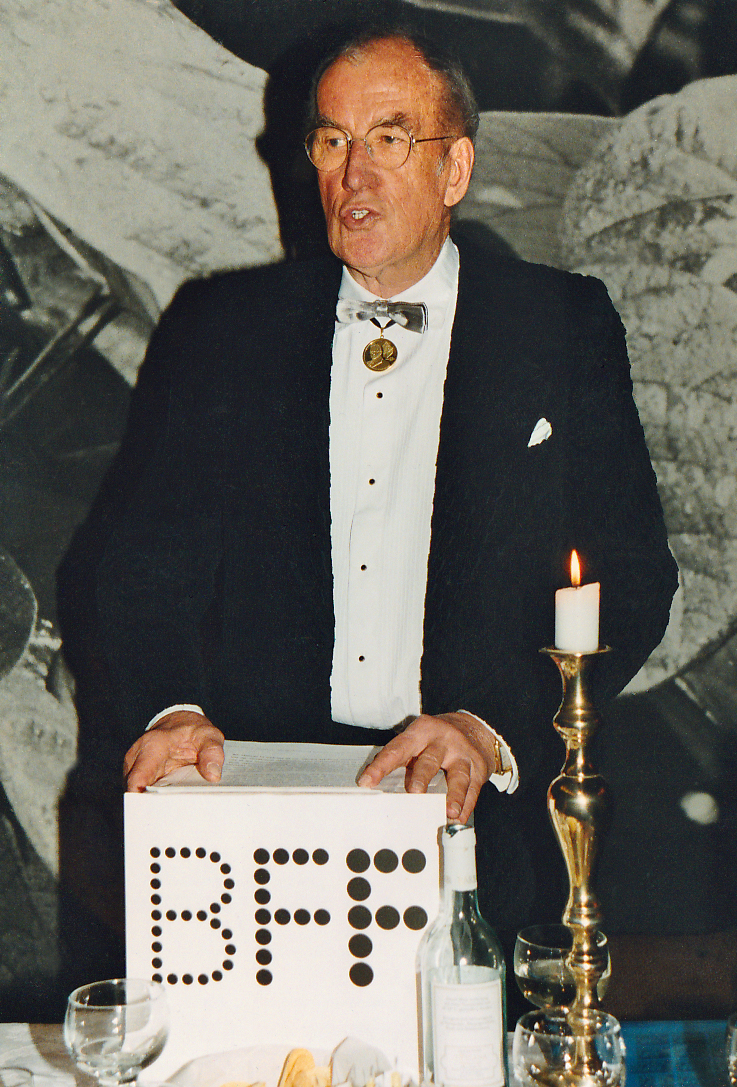
Walter E. Lautenbacher bei einer Rede vor BFF-Mitgliedern zum 25. Jubiläum des BFF am 18. Januar 1994 in seinem Studiohaus in Leonberg. Man kann das Verbandslogo erkennen, das 1969 auf Initiative Lautenbachers entstand und noch heute Gültigkeit hat.

## Gründung des BFF
Am 18. Januar 1969 kam es nach neun Jahren der Vorbereitung seitens Walter E. Lautenbachers in dessen Stuttgarter Studio-Apartment zur Gründung des Bundes Freischaffender Fotografen (BFF). Im Rahmen seiner Vorbereitungen hatte Lautenbacher es geschafft, fünf weitere renommierte Kollegen zur Mitwirkung zu überzeugen: Den Werbefotografen Franz Lazi, den Industriefotografen Ludwig Windstosser und die Fotografen Robert Häusser, Willi Moegle und Wolf Strache. Um am Gründungstag die gesetzliche Mindestanforderung von sieben Gründungsmitgliedern zur Gründung eines eingetragenen Vereins zu erfüllen, wurde weiterhin Lautenbachers damaliger Fotografie-Assistent Friedhelm Volk als siebtes Gründungsmitglied hinzugezogen. Lautenbacher, Lazi und Windstosser wurden von den sieben anwesenden Gründungsmitgliedern in den Gründungsvorstand gewählt und Lautenbacher im Anschluss zum Gründungsvorstandssprecher ernannt. Lautenbacher blieb von 1969 bis 1985 turnusmäßig wiedergewählter Vorstandssprecher des BFF. 1985 beschloss er, nicht erneut für das Amt zu kandidieren. Im selben Jahr wurde Lautenbacher zum Ehrenvorstand ernannt.
Primäres Ziel des BFF war es zunächst, dass auch kommerzielle Fotografen als Künstler anerkannt werden können, also z. B. Werbe- und Modefotografie als Kunst anerkannt wurde. So erstritt Lautenbacher vor dem Bundesfinanzhof bereits ab dem Jahr 1957, dass nicht mehr alle kommerziellen Fotografen zwingend in der Handwerksrolle eingetragen sein mussten. Wenn ihre Arbeit nachweislich bestimmte künstlerische Elemente aufwies, konnten sie nun als Künstler und somit als Freiberufler tätig sein, die von der Gewerbesteuer befreit sind. Hierzu popularisierte Lautenbacher den Begriff Fotodesigner, der vom BFF bundesweit eingeführt wurde. Diese Bezeichnung fand schnell Akzeptanz in der Branche, sodass der Verband in Bund Freischaffender Foto-Designer umbenannt wurde.

## Ehrenvorstände
Walter Ernst Lautenbacher † (Gründungsvorstandssprecher)
Franz Christian Gundlach †

## Ehrenmitglieder
- Christian von Alvensleben
- Thomas Billhardt
- Rosemarie Clausen †
- Alfred Eisenstaedt †
- Elliott Erwitt †
- Andreas Feininger †
- Erwin Fieger †
- Leo Fritz Gruber †
- Heinz Hajek-Halke †
- Ruth Hallensleben †
- Hans Hansen
- Robert Häusser † (Gründungsmitglied)
- Dietmar Henneka †
- Martina Hiel
- Volker Hinz †
- Thomas Höpker †
- Peter Keetman †
- Fritz Kempe †
- Franz Lazi † (Gründungsvorstand)
- Peter Lindbergh †
- Will McBride †
- Willi Moegle † (Gründungsmitglied)
- Sarah Moon
- Stefan Moses †
- Hilmar Pabel †
- Regina Relang †
- Walter Schels
- Jacques Schumacher
- Otto Steinert †
- Karl Steinorth †
- Wolf Strache † (Gründungsmitglied)
- Oliviero Toscani †
- Xiao Hui Wang
- Kurt Weidemann †
- Ludwig Windstosser † (Gründungsvorstand)
- Reinhart Wolf †
- Herlinde Koelbl
- Esther Haase
- Anton Corbijn